# Стещинська сільська рада
| Стещинська сільська рада — колишній орган місцевого самоврядування у Поліському районі Київської області з адміністративним центром у с. Стещина. Історична дата утворення: в 1936 році. Сільській раді підпорядковані населені пункти: - с. Стещина - с. Калинівка |

## Склад ради
Рада складається з 12 депутатів та голови.

### Керівний склад ради
| ПІБ                        | Основні відомості                                                                  | Дата обрання | Дата звільнення |
| -------------------------- | ---------------------------------------------------------------------------------- | ------------ | --------------- |
| Ільницька Ольга Григорівна | Сільський голова, 1948 року народження, освіта, член Соціалістичної партії України | 26.03.2006   | 31.10.2010      |
| Ільницька Ольга Григорівна | Сільський голова, 1948 року народження, освіта незакінчена вища, позапартійна      | 31.10.2010   |                 |

Примітка: таблиця складена за даними джерела